# X.121
X.121は、2つのネットワークユーザアドレス(NUA)を接続するパブリックデータネットワーク(PDN)間で仮想の交換回線を確立するための通話設定の一部として使用されるX.25プロトコルスイートにおけるITU-Tアドレスフォーマットである。このアドレスは、最大14桁の二進化十進表現(BCD)で構成され、Packet Layer Protocol(PLP)を介してパケットタイプ識別子(PTI)の後に送信される。
アドレスは国際データ番号(IDN, international data number)からなる。これは、4桁のデータネットワーク識別コード(DNIC, data network identification code)と（最大）10桁の国内端末番号(NTN, national terminal number)の2つのフィールドで構成されている。
DNICの最初の3桁は国を識別する国コード（1桁目でゾーン、2・3桁目でゾーン内の国を識別する）で、最後の1桁で国内のPDNを識別する（すなわち、各国で10個までしか使用できない）。NTNは、パケット交換網(PSN)内のネットワーク機器（データ端末装置(DTE)）を識別し、NUAとして提供されることが多い。NTNの構造については、X.121では規定されていない。
RFC 1236 に記載されているように、IPv4アドレスをX.121にマッピングすることができる。14.0.0.0.0/8ブロックは以前はX.121での使用のために予約されていたが、IPv4アドレスの枯渇を防ぐために2008年にIANAに戻された。